# Корицкий, Герман Эмильевич
Ге́рман Эми́льевич Кори́цкий (1877—1949) — советский патологоанатом, доктор медицинских наук (1943), профессор (1937).

## Биография
Родился в 1877 году в Вязьме.
После окончания в 1911 году с отличием медицинского факультета Московского университета был оставлен в должности помощника прозектора при кафедре патологической анатомии, возглавляемой М. Н. Никифоровым. В период с 1916 по 1929 год работал ассистентом на этой же кафедре. Одновременно, с 1911 года занимал должность прозектора, а затем заведующего патологоанатомическим отделением Института для лечения опухолей; с 1944 по 1949 год в этом же институте заведовал кабинетом трансформационной патологии. профессор с 1937 года.
Умер в Москве 9 октября 1949 года.

## Вклад в медицинскую науку
Автор 31 научной работы, преимущественно по онкологической тематике. Разработал трансформационную теорию клеточной патологии, допускавшую возможность метаплазии эпителия в соединительную ткань. Трансформационная теория клеточной патологии основана на положении о невозможности размножения клеток без их изменчивости, а изменчивость пролиферирующих клеток протекает только однонаправленно — от эпителия к мезенхиме.
Корицкий утверждал, что опухоль является атипически протекающим процессом трансформации клеток. Эта теория была опубликована в монографии «О трансформационной теории опухолей».
Г. Э. Корицким создана классификация костных опухолей, согласно которой они делятся на остеогенные саркомы, происходящие из мягких и твёрдых тканей кости, и остеопластические саркомы, происходящие из трансформированных надкостничной, сухожильной и мышечной тканей.